# متحف القرارة
متحف القرارة الثقافي، تأسس عام 2016 في بلدة القرارة الكائنة شرقي مدينة خان يونس جنوب قطاع غزة واتخذ من بيت قديم كان يطلق عليه اسم "بايكة الحاج جابر الأغا" مقراً لإقامته. وجاءت فكرة إنشاء المتحف كمبادرة فردية من الشاب محمد أبو لحية وزوجته نجلاء أبو لحية ومجموعة من أصدقائهم الفنانين التشكيلين.ويحتوي المتحف ما يزيد عن 3500 قطعة أثرية وتراثية وشعبية.وسجل بعد ذلك في سجلات وزارة السياحة والأثار الفلسطينية ودمغ جميع القطع رسمياً.
حاز المتحف على جائزة ايكروم الشارقة لعام 2022 لحفظ التراث العربي تحت فئة "إحياء التراث الثقافي والحفاظ على قرية القرارة".

## أقسامه
ينقسم المتحف إلى قسمين رئيسيين عدا عن الساحة الخارجية وهي مقسمة كالتالي:
- القسم الأول والذي يضم: القطع النحاسية والخشبية وبعض المعدات الحديدية وأدوات الطبخ والمنزل القديمة وفي زاوية منه تصطف مجموعة من الأدوات الحادة والخناجر.
  - مكان مخصص للمعدات التي كان يستعملها الفلاحون في الأرض، والبائعون في تجارتهم، إضافة لمجموعة من أجهزة الراديو والتلفزيون والكاميرات القديمة التي يعود عمرها لعشرات السنين.
  - خزانة خشبية لأدوات الزينة التي كانت تستعملها النساء الفلسطينيات قبل النكبة مثل المكاحل النحاسية والبراقع التي كانت تستخدم من النساء البدويات قناعاً للوجه.وبعض السلاسل التي تضم قطعاً معدنية وفضية والتي كانت تستعمل من قبل الفلاحات قديماً في الزينة وصناعة الأقراط.
- القسم الثاني والذي يضم: مجموعة من الصناديق الزجاجية التي تحتوي على عينات مختلفة من صخور ذات ألوان جذابة، وكذلك على قطع نقدية فضية معدنية تحمل شعارات وصوراً.
- الساحة الخارجية تضم: عشرات القطع والحجارة القديمة التي تعتبر من التراث الفلسطيني والتي يتم استخراجها من باطن الأرض خلال عمليات الحفر أو البناء داخل البلدة أو خارجها، وقطعتين تراثيتين نادرتين تتمثلان في لوح الدراس وهي "أداة زراعية كان المزارعون يستخدمونها قديماً، ومعصرة للزيتون تعود للعصر الروماني ويزيد عمرها عن 3 آلاف عام. والمقعد العربي الذي تتزين جدرانه بالأثواب القماشية النسائية والرجالية التقليدية، إضافة لصبّابات القهوة والمفارش العربية.

## الاهداف
يسعى المتحف لتعريف أهل قطاع غزة بالإرث التاريخي والحضاري لفلسطين وأهمية تلك القطع الأثرية والمحافظة عليها من الاندثار والتعديات، وكي يفخر أبناء فلسطين أن أرضهم التي يعيشون عليها ويتنسمون هواءَها إنما هي أرض مقدسة لها تاريخ غائر القِدَم، ومجد تليد شاهد على الحضارات الإنسانية التي مرت عليها منذ أقدم العصور.

## طاقمه وإنجازاته
يبلغ عدد الطاقم الذي يعمل في المتحف حالياً 8 أشخاص بين فنانين تشكيليين وحرفيين ومرشدين للزوار ومعرفين بالآثار، إلى جانب وجود مختبر متخصص في ترميم الآثار والقطع الأثرية القديمة والذي يعتبر الأول من نوعه في قطاع غزة وحصل المتحف على المركز الأول في فئة أفضل مشروع تراثي في غزة، بمناسبة يوم التراث الفلسطيني والذي يصادف 7 أكتوبر من كل عام.

## استهدافه (أكتوبر 2023)
لحقت الأضرار بقطاع الثقافة الفلسطينية منذ بدء العدوان الإسرائيلي على قطاع غزة والمعروف بعملية طوفان الأقصى وشملت البشر والحجر، حيث تحطم متحف القرارة وتضررت مقتنياته بشكل بالغ نتيجة العدوان على غزة الذي استهدف المنازل والمساجد ما أدى لوقوع انفجار بجوار المتحف في بلدة القرارة وذلك في أكتوبر 2023.

## وصلات خارجية
- متحف القرارة الثقافي مكان للحفاظ على التراث الفلسطيني على يوتيوب